# Oligonychus licinus
Oligonychus licinus är en spindeldjursart som beskrevs av Baker och Pritchard 1960. Oligonychus licinus ingår i släktet Oligonychus och familjen Tetranychidae. Inga underarter finns listade i Catalogue of Life.